# Memorial Day
Pour les articles homonymes, voir Memorial Day (homonymie).
Le Memorial Day est un jour de congé officiel aux États-Unis, célébré chaque année le dernier lundi du mois de mai.
Il rend hommage aux membres des forces armées des États-Unis morts au combat toutes guerres confondues. 
Ce jour ne doit pas être confondu avec le Veterans Day qui rend hommage aux anciens combattants.

## Histoire

### Guerre de Sécession

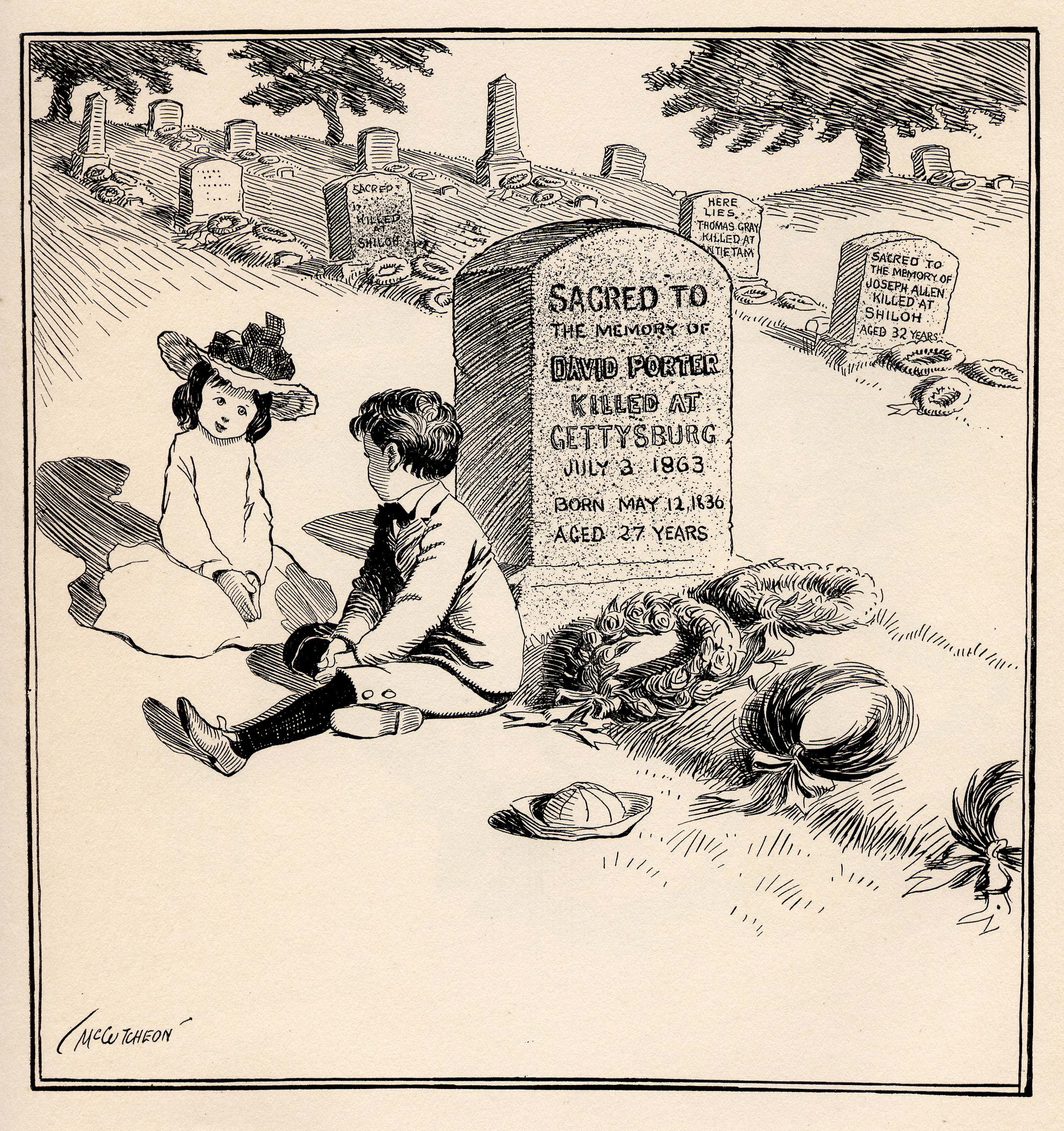
« ON DECORATION DAY » (dessin politique réalisé vers 1900). Légende : Je te parie que je deviendrai un soldat, comme mon oncle David, quand je serai grand.

L'hommage prend ses racines à la fin de la guerre de Sécession, où une pratique veut que les tombes des soldats du Nord comme du Sud soient décorées de fleurs. Le 5 mai 1868, le Memorial Day est proclamé par John Alexander Logan, général et représentant de l'Illinois, qui est l'un des précurseurs pour faire de ce jour un jour férié. Le 30 mai de la même année, le Decoration Day est la première fois célébré au cimetière national d'Arlington.
À partir de 1882, il est renommé en « Memorial Day » pour célébrer tous les morts au combat et non plus seulement ceux morts durant la guerre de Sécession. Ce n'est qu'après la Seconde Guerre mondiale que cette nouvelle dénomination devient courante, puis officialisée au niveau fédéral en 1967.

### Uniform Monday Holiday Act
Le 28 juin 1968, le Congrès des États-Unis adopte le Uniform Monday Holiday Act, déplaçant le Memorial Day au dernier lundi de mai, afin de proposer un week-end de trois jours. Cette loi prend effet le 1er janvier 1971.
Le Memorial Day marque pour les entreprises commerciales américaines le début officieux de la période estivale. Pour cette raison, deux organisations d'anciens combattants, Veterans of Foreign Wars et Sons of Union Veterans of the Civil War (en), préconisent le retour à la date d'origine. D'après eux, cette modification, donnant un week-end de trois jours, altère le sens même de la journée, ce qui expliquerait une impression de nonchalance des Américains pour le Memorial Day. À partir de 1987, Daniel Inouye, sénateur d'Hawaï et vétéran de la Seconde Guerre mondiale, milite pour le retour du Memorial Day à la date traditionnelle.

## Célébration

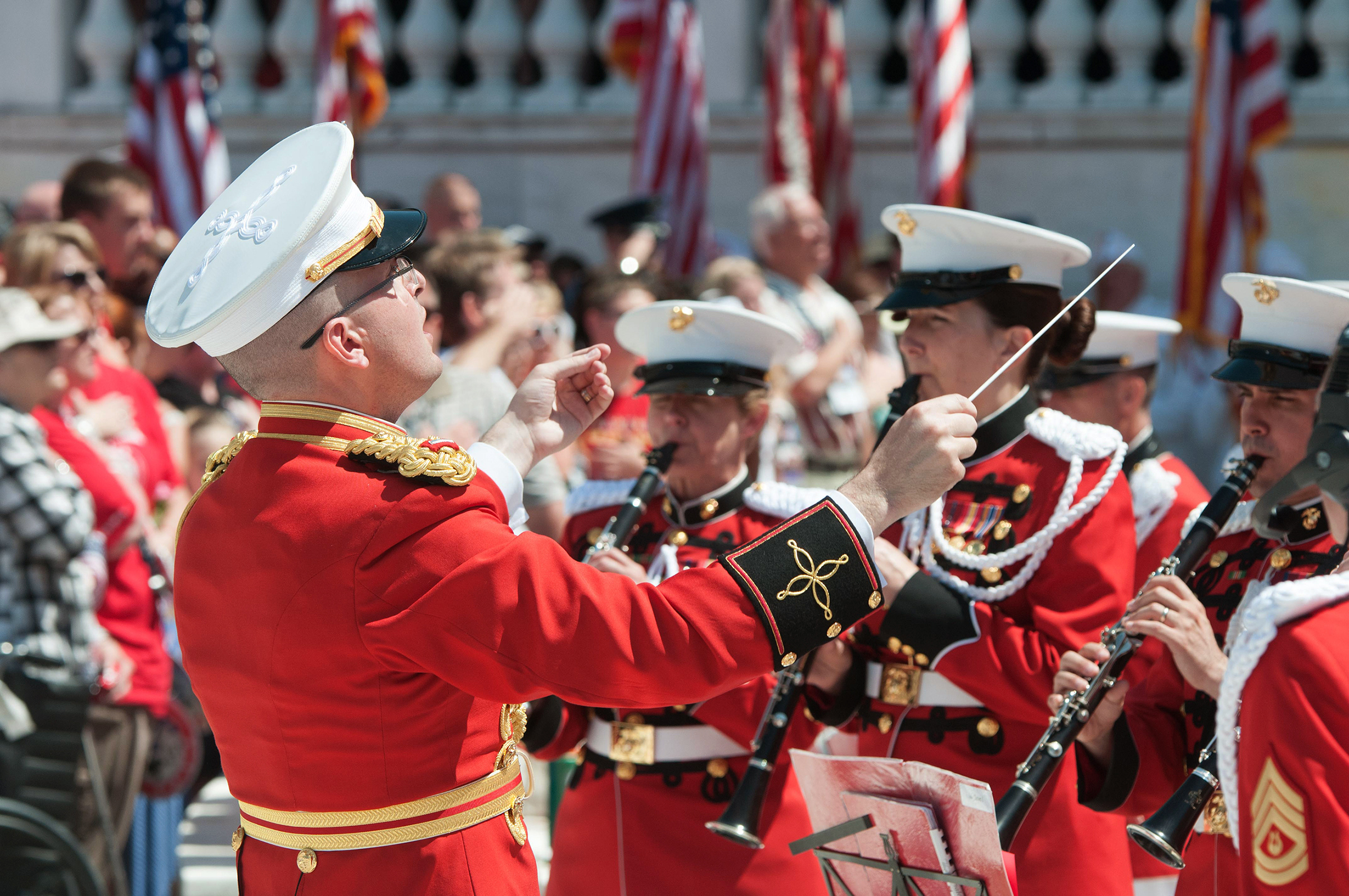
Prestation de l'United States Marine Band au cimetière national d'Arlington lors du Memorial Day de 2015.

Chaque année, le président des États-Unis se rend au cimetière national d'Arlington, dans la banlieue de Washington, D.C., tandis que des défilés sont organisés dans tout le pays.

## En dehors des États-Unis
Le 11 novembre 2011, le président français Nicolas Sarkozy annonce vouloir faire du jour anniversaire de l'armistice de 1918 — rendant hommage aux soldats de la Première Guerre mondiale — un « Memorial Day à la française ». Cette initiative conduira à l'adoption de la loi « fixant au 11 novembre la commémoration de tous les morts pour la France ». Cette journée ne se substitue pas aux autres journées de commémorations nationales, mais rend hommage à l'ensemble des morts pour la France, y compris lors des opérations les plus récentes.